# .sys
.sys — расширение имени файла в Microsoft Windows и MS-DOS операционных системах.

## Применение файлов .sys
- В MS-DOS и операционных системах, основанных на DOS, таких как Windows 98, эти файлы могут использоваться как конфигурационные для операционной системы. Файлы MSDOS.SYS и CONFIG.SYS содержат различные конфигурационные параметры.[1][2]
- Файлы с расширением .sys используются в качестве драйверов.[3]